# Pogonopus pusillus
Pogonopus pusillus är en skalbaggsart som beskrevs av Gilbert John Arrow 1910. Pogonopus pusillus ingår i släktet Pogonopus och familjen Cetoniidae. Inga underarter finns listade i Catalogue of Life.